# Jakovlev Jak-28
Jakovlev Jak-28, förkortat Jak-28 (ryska: Яковлев Як-28), var ett sovjetiskt överljudsflygplan som utvecklades under 1950-talet. Planet var ursprungligen avsett som taktiskt bombflygplan, men olika versioner användes också för spaning och jakt. NATO-rapporteringsnamnet är Brewer för bomb- och spaningsversionerna, Maestro för skolversionen och Firebar för jaktversionen.

## Historia
I mitten av 1950-talet gick utvecklingen av jetmotorer snabbt, vilket gjorde att flygplan med äldre motorer snabbt blev omoderna, ibland redan på prototypstadiet. Så var fallet med Jak-26 och Jak-27 som var försök att bygga flygplan baserade på Jak-25 för överljudsfart. Därför utfärdade Sovjetunionens ministerråd 28 mars 1956 en order till flygtillverkaren Jakovlev att lägga ner arbetet på Jak-26 och Jak-27 och i stället koncentrera sig på att konstruera ett överljudsbombplan med två Tumanskij R11-motorer. Den 15 augusti samma år ändrade man sig igen; Nu skulle flygplanet i stället ha två stycken mycket kraftigare BK11-motorer. Samma motorer skulle också användas i Suchojs prototyp T-37 och Mikojan-Gurevitjs E-150. Ingen av dessa prototyper togs dock ut för serieproduktion och därför lades även BK11 ner.
Därför var Aleksandr Jakovlev mycket skeptisk till att projektet skulle lyckas och överlät det helt och hållet till Evgenij Adler som arbetade vidare på det som skulle komma att bli Jak-28. Jämfört med Jak-26 fick det nya flygplanet förutom kraftigare motorer även styvare vingar med större yta som placerades högre. Den första prototypen Jak-126 som flög första gången 5 mars 1958 var en ombyggd Jak-26 med R11-300-motorer ”lånade” från två MiG-21:or.
När de första flygplanen kom ut på förband fick den snabbt ett dåligt rykte på grund av sprickbildningar. Dessa åtgärdades dock snabbt. Ett annat problem var den dåliga precisionen vid bombning i överljudsfart. Den visade sig bero på att de bomber som användes inte var stabila i överljudsfart utan började wobbla. Delvis på grund av detta, men främst på grund av hotet från luftvärnsrobotar övergick man snart till att bomba från låg höjd där ljudhastigheten är högre.
Totalt tillverkades 437 Jak-28:or i olika versioner. I mitten av 1970-talet började typen ersättas av det modernare attackflygplanet Suchoj Su-24, men jaktversionen fortsatte att användas ända fram till Sovjetunionens fall 1991.

### Anfallet motStorozjevoj
Jak-28 användes aldrig i strid, men en skarp insats gjordes morgonen 9 november 1975 då tio Jak-28B startade från Tukums för att anfalla fregatten Storozjevoj, ur Burevestnik-klassen, där fartygets politiske officer kvällen innan hade genomfört ett myteri med hjälp av delar av besättningen. På grund av dåligt väder lyckades bara ett av flygplanen lokalisera och anfalla Storozjevoj. Bomberna föll i vattnet nära aktern och skadade propelleraxlarna. Skadorna tvingade Storozjevoj att sakta farten varvid hon blev upphunnen och bordad av marininfanteri.

## Konstruktion
I likhet med många andra jetflygplan från slutet av 1950-talet har Jak-28 en extremt utpräglad strömlinjeform. Flygkroppens diameter är konstant innanför motorerna vilket antagligen är en anpassning till arearegeln. Vingarna är bakåtsvepta 45° och sektionen innanför motorerna är märkbart tjockare. Stabilisatorn är monterad högt upp på stjärtfenan för att inte hamna i jetstrålen från motorerna. Landningsstället består av ett främre och ett bakre hjulpar samt två infällbara stödhjul i vingspetsarna. Det främre stället är märkbart längre än det aktre, vilket gör att nosen lutar 5° uppåt på marken.
I de flesta versioner sitter bombfällaren/navigatören i glasnosen, men i jaktversionen upptas hela nosen av radarn Orjol-D vilket har gjort att radaroperatören/navigatören har flyttats till ett baksäte i en förlängd sittbrunn. Sedan 1973 har jaktversionen också utrustats med ytterligare två vapenbalkar för K-13-robotar som komplement till de tyngre R-8-robotarna.

## Varianter
- Jak-129 – Prototyp baserad på Jakovlev Jak-26.
- Jak-28 – Taktiskt bombflygplan. Första produktionsserien med endast ett fåtal byggda.
- Jak-28B – Förbättrad version med en enkel radar och möjlighet att starta och landa på korta sträckor med hjälp av startraketer och bromsskärm (Brewer-A).
- Jak-28L – Bombflygplan med förmåga att bomba i blindo med hjälp av radiofyrar på marken. 111 byggda (Brewer-B).
- Jak-28I – Bombflygplan med terrängföljande radarn Initiativa-2. 223 byggda (Brewer-C).
- Jak-28N – Flygplan med radarvarnare och möjlighet att bära två signalsökande robotar av typen Raduga Ch-28.
- Jak-28U – Skolflygplan med dubbel cockpit för pilotutbildning (Maestro).
- Jak-28R – Spaningsflygplan med Initiativa-radar och plats för fem olika kamerapaket i bombutrymmet (Brewer-D).
- Jak-28RR – Spaningsplan med uppgift att upptäcka och mäta radioaktivitet.
- Jak-28P – Jaktflygplan byggt för PVO med radarn Orjol-D, extra bränsletank i bombutrymmet och möjlighet att bära jaktroboten Kaliningrad R-8 (Firebar).
- Jak-28PP – Flygplan för elektronisk krigföring. Obeväpnad, men utrustad med radarvarnare och störsändare (Brewer-E).

## Bilder

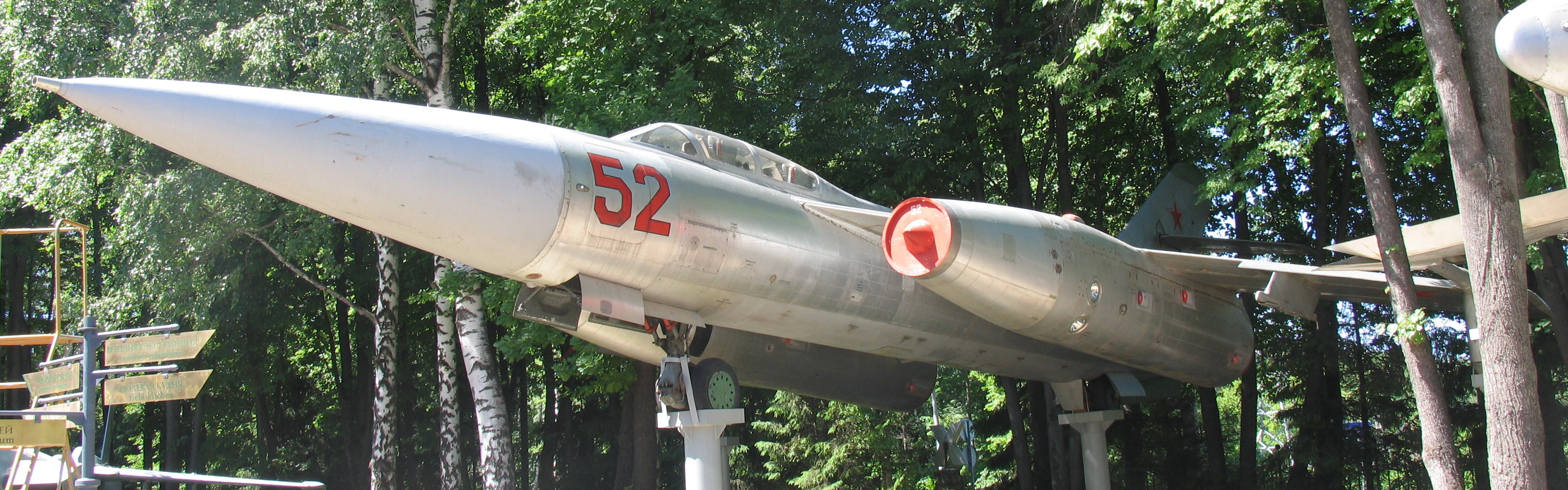
Jak-28P har glasnosen utbytt mot en konventionell spetsnos med radarn Orjol-D. Sittbrunnen är förlängd för att få plats med båda besättningsmedlemmarna.
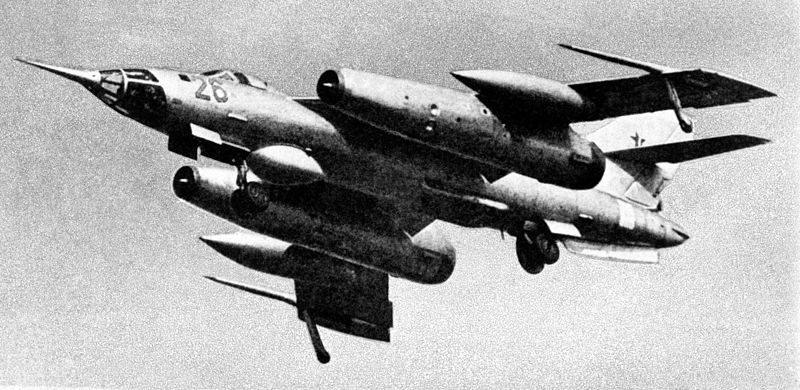
En Jak-28I med radarn Initiativa tydligt synlig som en bula bakom främre landningstället.
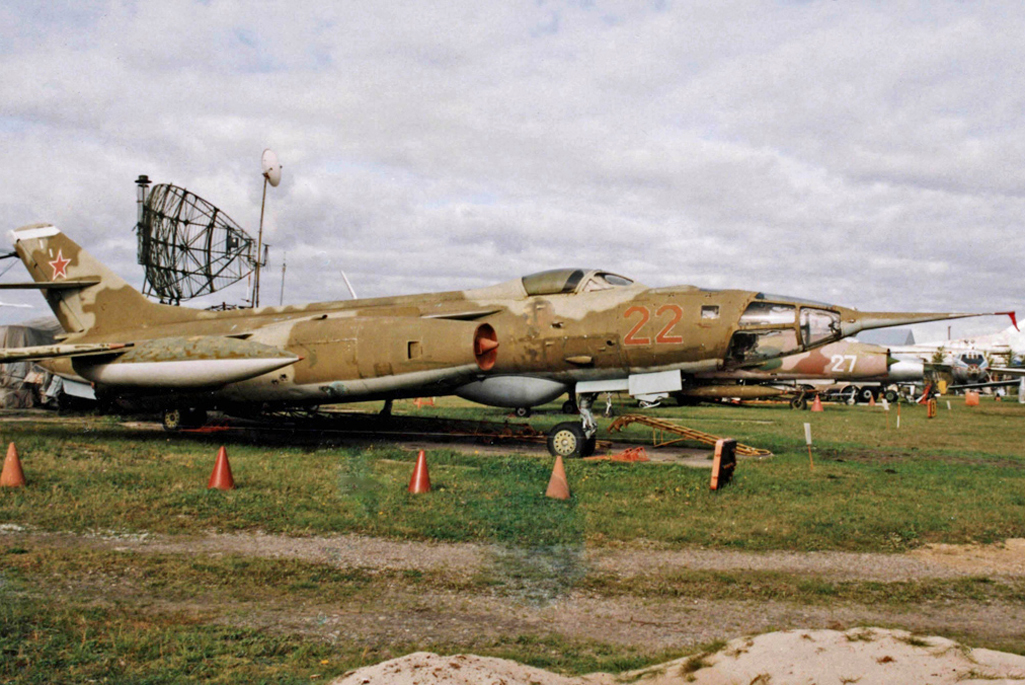
Jak-28R.
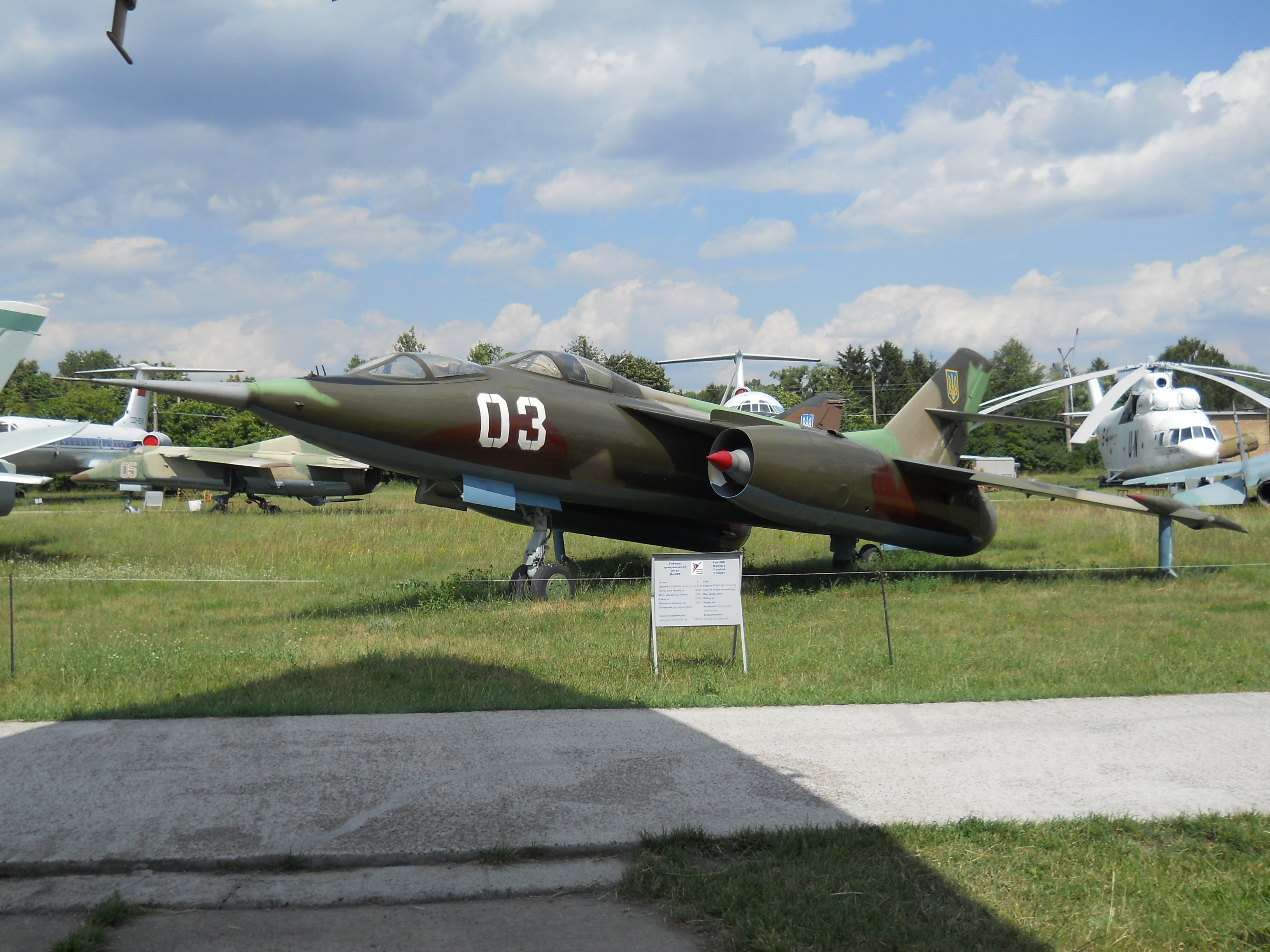
Jak-28U.
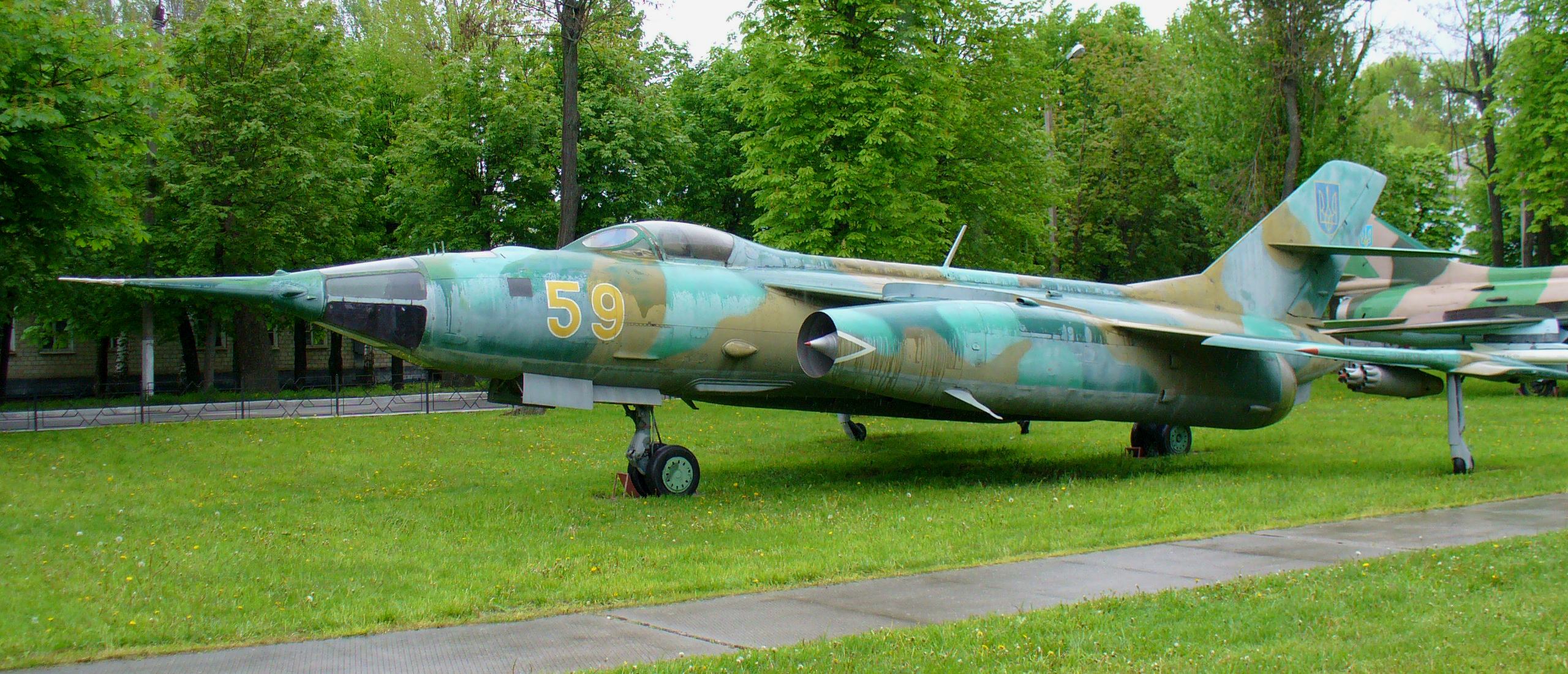
Jak-28PP.
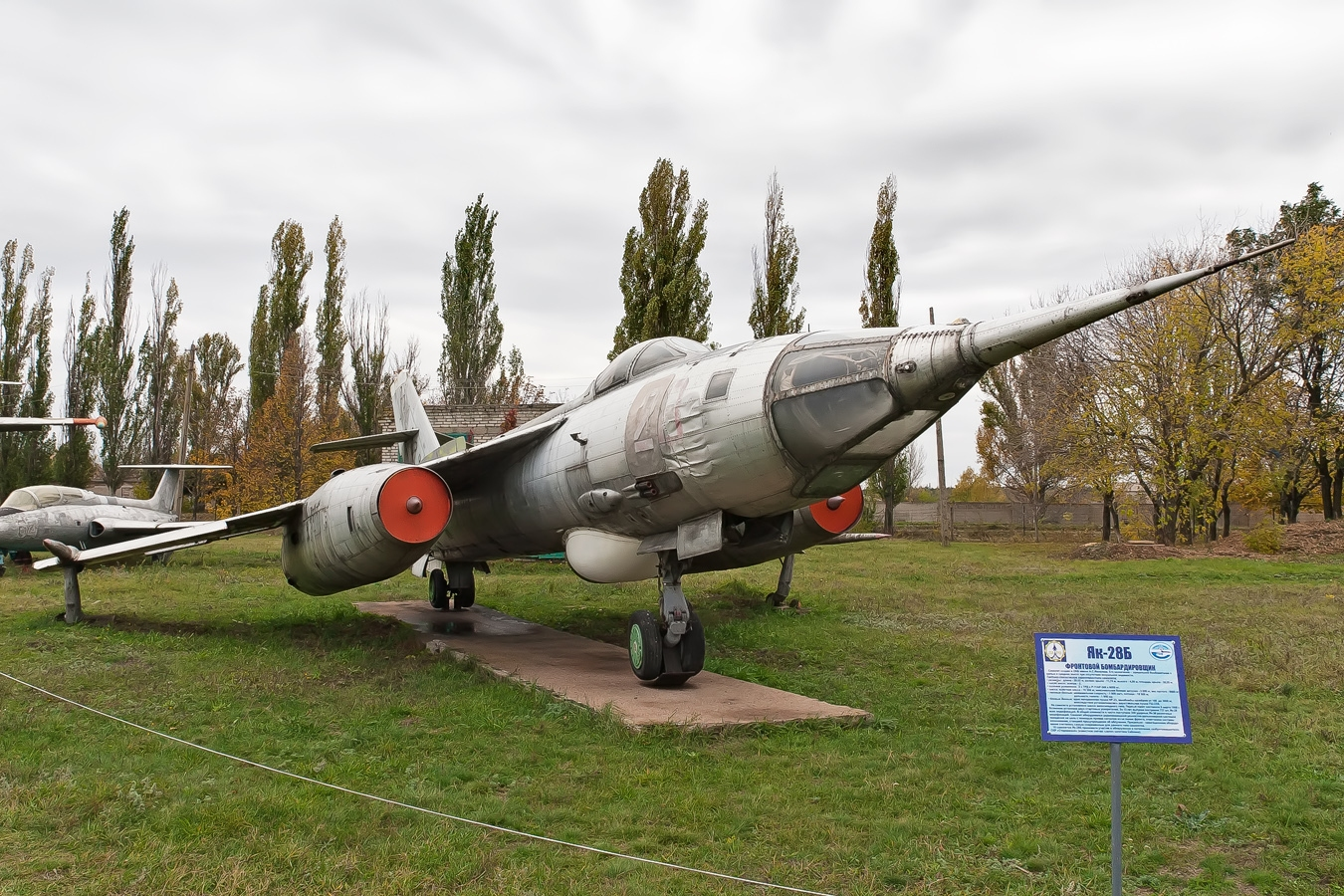
Jak-28I.
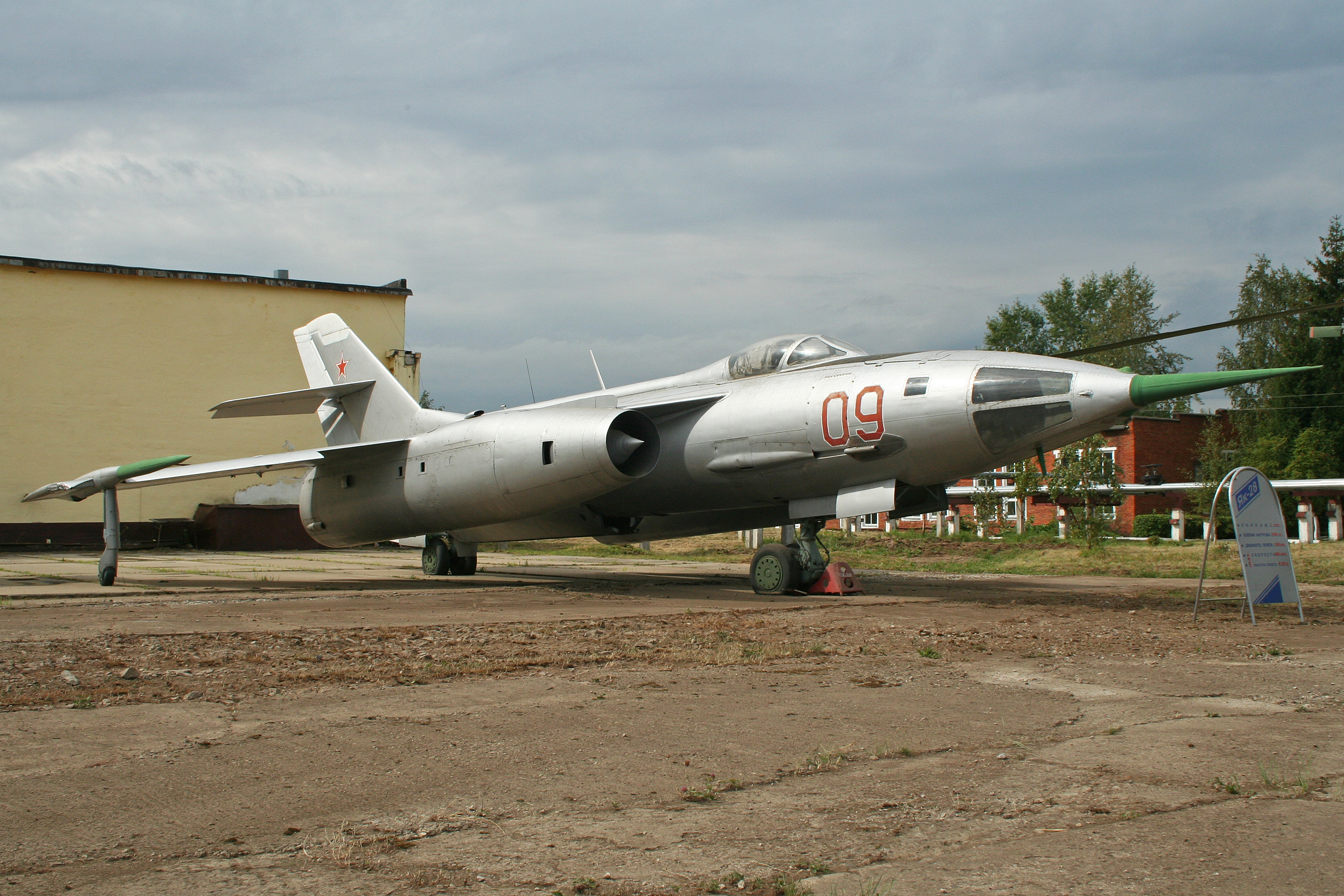
Jak-28L.